# Campylopodium lineare
Campylopodium lineare är en bladmossart som beskrevs av Hugh Neville Dixon 1914. Campylopodium lineare ingår i släktet Campylopodium och familjen Dicranaceae. Inga underarter finns listade i Catalogue of Life.